# Camptoscaphiella nepalensis
Espèce
Camptoscaphiella nepalensis est une espèce d'araignées aranéomorphes de la famille des Oonopidae.

## Distribution
Cette espèce est endémique du Népal. Elle se rencontre dans le district de Parbat vers 3 100 m d'altitude.

## Description
Le mâle holotype mesure 1,82 mm et la femelle 1,86 mm.

## Étymologie
Son nom d'espèce, composé de nepal et du suffixe latin -ensis, « qui vit dans, qui habite », lui a été donné en référence au lieu de sa découverte, le Népal.

## Publication originale
- Baehr & Ubick, 2010 : A review of the Asian goblin spider genus Camptoscaphiella (Araneae, Oonopidae). American Museum novitates, no 3697, p. 1-65 (texte intégral).